# Андон Зограф
Андон Зограф е български иконописец, последният представител на Мелнишкото художествено средище.

## Биография
Работи в Мелник около 1900 година. Майстор Андон рисува стенописи и декорира църкви в района. Неговите икони са изпълнени с маслени бои, като предпочитани сюжети в творчеството му са Светите братя Кирил и Методий, Свети Трифон, Свети Модест, Свети Стилиян и други.
Най-добрите му произведения са иконата „Рождество Богородично“ в църквата „Успение Богородично“ в Бельово, в църквата „Св. св. Козма и Дамян“ в Свети Врач, където е автор на иконата „Обрезание“ и на стенописите (1889), иконата „Рождество Богородично“ от църквата „Животворящ източник“ в Капатово, която е с много битови детайли, „Благовещение“ в църквата „Свети Йоан Предтеча“ в Яново.
В 1888 година изработва царските и обредните икони на църквата „Св. св. Константин и Елена“ в Кръстилци. Негови творби са запазени в църквите „Св. св. Петър и Павел“ в Мелник, „Свети Николай“ в Петрич (1898), „Свети Димитър“ в Долна Рибница (1898), „Рождество Богородично“ във Велющец, и „Света Петка“ в Долени. Андон Зограф е последният представител на иконописната традиция на XIX век.
На Андон Зограф са изображенията върху олтарните двери в храма „Св. св. Петър и Павел“ в Пехчево – Архангел Михаил в цял ръст и Йоан Златоуст. Изображенията са слаби.